# Глукхенненталер

Глукхенненталер

Глукхенненталер (нем. Gluckhennentaler — талер с наседкой) — название памятной талерной медали 1691 года города Базель. Поводом для её выпуска стало успешное разрешение конфликта между магистратом и горожанами.
Аверс медали содержит изображение города с высоты птичьего полёта, реверс — наседки с цыплятами. Надпись внизу «ALIT ET PROTEGIT» обозначает «Кормит и защищает». Изображение символизирует материнскую любовь властей города к его жителям. Дизайн медали выполнен гравёром С. Хендриком. Диаметр глукхенненталера в 43 мм соответствует размерам монет талерового типа, в то время как вес 24,5 г значительно ниже нормативного. В связи с этим, хоть ряд нумизматических источников и относят глукхенненталеры к монетам, эксперты аукционного дома Кюнкер утверждают, что это медаль. Также они отсутствуют во всемирно известных каталогах монет Краузе.